# Concilio de Gerona
El Concilio de Gerona se celebró a finales de diciembre del año 1077.
Este concilio se esforzó para introducir la reforma eclesiástica. Fue un concilio tempestuoso. El arzobispo de Narbona, Guifré, que se oponía a las medidas que se querían tomar, se abstuvo de acudir y su gente perturbó la reunión. Los prelados y el legado Amado de Olorón salieron de la ciudad. Fueron a Besalú, donde el conde Bernardo II les había ofrecido refugio y defensa, y allí acabaron sus tareas (año 1078). 
Excomulgaron a Guifré de Narbona y expulsaron de sus monasterios a muchos abades simoníacos. Algunos autores creen que, en ciertas disposiciones tomadas, Amado se extralimitó. Uno de los aspectos más interesantes de este concilio fue el de las reordenaciones. La decisión de Amado de Gerona --dijo un autor-- comprometió la autoridad de Gregorio VII?. Es seguro que, por exceso de celo, los legados de este papa sobrepasaran sus instrucciones y hubiesen de ser llamados al orden. Es muy verosímil que las decisiones de Gerona sean imputables a Amado únicamente... No por eso el acta de Amado es menos instructiva, sin duda ha de explicarse así: los reglamentos pontificales excluyeron de todo ministerio a los simoníacos y los clériguos ordenados por ellos. Pero aplicar estas reglas a España habría equivalido a deponer la mayor parte de la clerecía. Para continuar el culto, el legado prescribió las reordenaciones...
El 6 de febrero de 1101 hubo otro concilio en Gerona presidido por el cardenal Ricardo.